# Åmänningen
Åmänningen är en sjö i Fagersta kommun och Surahammars kommun i Västmanland och ingår i Norrströms huvudavrinningsområde. Sjön har en area på 24,7 kvadratkilometer och ligger 76 meter över havet. Vid provfiske har bland annat abborre, björkna, gers och gädda fångats i sjön.
Åmänningen är landskapet Västmanlands största sjö efter Mälaren och Hjälmaren. 
Åmänningen ligger till skillnad från Mälaren och Hjälmaren i sin helhet i Västmanland.

## Djur och natur
De vanligaste fåglarna som häckar på Åmänningens öar och omgivningar är till exempel fisktärna, skrattmås, fiskmås, gräsand, kanadagås, skäggdopping, storlom, fiskljuse, drillsnäppa och häger. I sjön finns abborre, gädda och gös. Det finns även signalkräftor. Det finns även bäver, utter och mink i Åmänningen och dess omgivande vattendrag och sjöar.

## Fritidsaktiviteter
Bebyggelsen runt Åmänningen består till stor del av fritidshus. Det finns flera mindre byar som delvis är fritidsbebyggelse, men också områden med enbart fritidshus. Åmänningen är populär för paddling sommartid. Det finns små lokala badplatser. Sportfisket är omfattande i Åmänningen med fångst av abborre, gädda, och gös. Fiskekort finns att köpa lokalt. Sjön Åmänningen fryser tidigt på vintern på grund av nivån över havet (ca 75 m ö.h.). Vintertid när isen har fått tillräcklig tjocklek men ännu inte är snötäckt är sjön ett populärt mål för skridskoåkning.
Farleden genom Åmänningen och till Ängelsberg är märkt med utprickning. Åmänningens botten är försedd med stenblock och det finns risk för grundstötning, ibland även en bra bit från land. Fritidsbåthamnar finns i Virsbo och Ängelsberg. Norrut kommer man via sjön Lilla Aspen till sjön Stora Aspen och vidare till Västanfors. Ytterligare färd norrut sker via slussar. Söderut kommer man med båt till slussarna i Virsbo. Strömsholms kanal med slussar är öppen för fritidsbåtstrafik under sommaren.

## Turism
Stationssamhället Ängelsberg ligger i en sluttning ner mot Åmänningen. Här uppstod i slutet av 1800-talet en konstnärskoloni som kallades Engelsbergsmålarna . Här ingick Olof Arborelius, Mauritz Lindström, Ernst Lundström, Axel Fahlcrantz med flera. Samhället växte när järnvägsförbindelse med Stockholm skapades. I Ängelsberg finns tre hus som ritats av den berömde arkitekten Isak Gustaf Clason, nämligen (Ulvaklev, Hvilan och Odensnäs). Ängelsbergs festdagar bjuder varje sommar på flera dagars musikevenemang. I anslutning till samhället finns Ängelsbergs skulpturpark.
Strömsholms kanal löper genom Åmänningen. Föreningen Barkens Ångbåtar bedriver passagerartrafik på Strömsholms kanal med Ångfartyget Runn. Det är en nostalgitur mellan Smedjebacken och Ängelsberg, vidare med tåg till Kärrgruvan och buss åter till Smedjebacken.

## Järnhanteringen
Åmänningen var som en del av Strömsholms kanal en viktig transportled för järnmalm och järn. Transporter gick söderut med färdiga produkter. Transport gick även med järnmalm från Norbergs bergslag via Ängelsberg till hyttan i Trummelsberg. Kanalen utkonkurrerades av järnvägen när den byggdes under 1800-talets andra hälft. I dag löper riksväg 66 längs Åmänningens västra sida och järnvägen längs den östra.
Vid Engelsbergs bruk bedrevs järnframställning från slutet av 1600-talet fram till 1919. Bruket är nu ett av Sveriges världsarv (med på Unescos världsarvslista), och ingår i Ekomuseum Bergslagen. Vid bruket finns herrgård, park, brukskontor, arbetarbostäder och industribyggnader. Ängelsberg är det enda bruk i Sverige som har kvar såväl byggnader som det mesta av den tekniska utrustningen.
Blästerugnarna i Dunshammar, två km söder om Ängelsberg, är den äldsta länken i en 1500-årig tradition av järnframställning i trakten. Ugnarna är välbevarade och platsen är en av de få där man kan se blästerugnar från järnåldern i deras rätta miljö.

## Oljeön
År 1876 grundades ett oljeraffinaderi på ön Barrön numera kallad Oljeön i sjön Åmänningen. Fabriken användes under 26 år. Oljeraffinaderiet är världens äldsta bevarade. Raffinaderiet på ön är öppet för besökare under sommaren. Oljeön är en miljö i Ekomuseum Bergslagen och ägs av Preem. Ön är tillgänglig från Ängelsbergs stationshus via en kort båttur med båten ”Petrolia”.

## Delavrinningsområde
Åmänningen ingår i delavrinningsområde (664582-150962) som SMHI kallar för Utloppet av Åmänningen. Medelhöjden är 101 meter över havet och ytan är 96,2 kvadratkilometer. Räknas de 128 avrinningsområdena uppströms in blir den ackumulerade arean 2 680,19 kvadratkilometer. Kolbäcksån som avvattnar avrinningsområdet har biflödesordning 3, vilket innebär att vattnet flödar genom totalt 3 vattendrag innan det når havet efter 187 kilometer. Avrinningsområdet består mestadels av skog (58 procent). Avrinningsområdet har 25,55 kvadratkilometer vattenytor vilket ger det en sjöprocent på 26,5 procent. Bebyggelsen i området täcker en yta av 0,93 kvadratkilometer eller 1 procent av avrinningsområdet.

## Fisk
Vid provfiske har följande fisk fångats i sjön:
- Abborre
- Björkna
- Gärs
- Gädda
- Gös
- Löja
- Mört
- Nors
- Siklöja

## Galleri

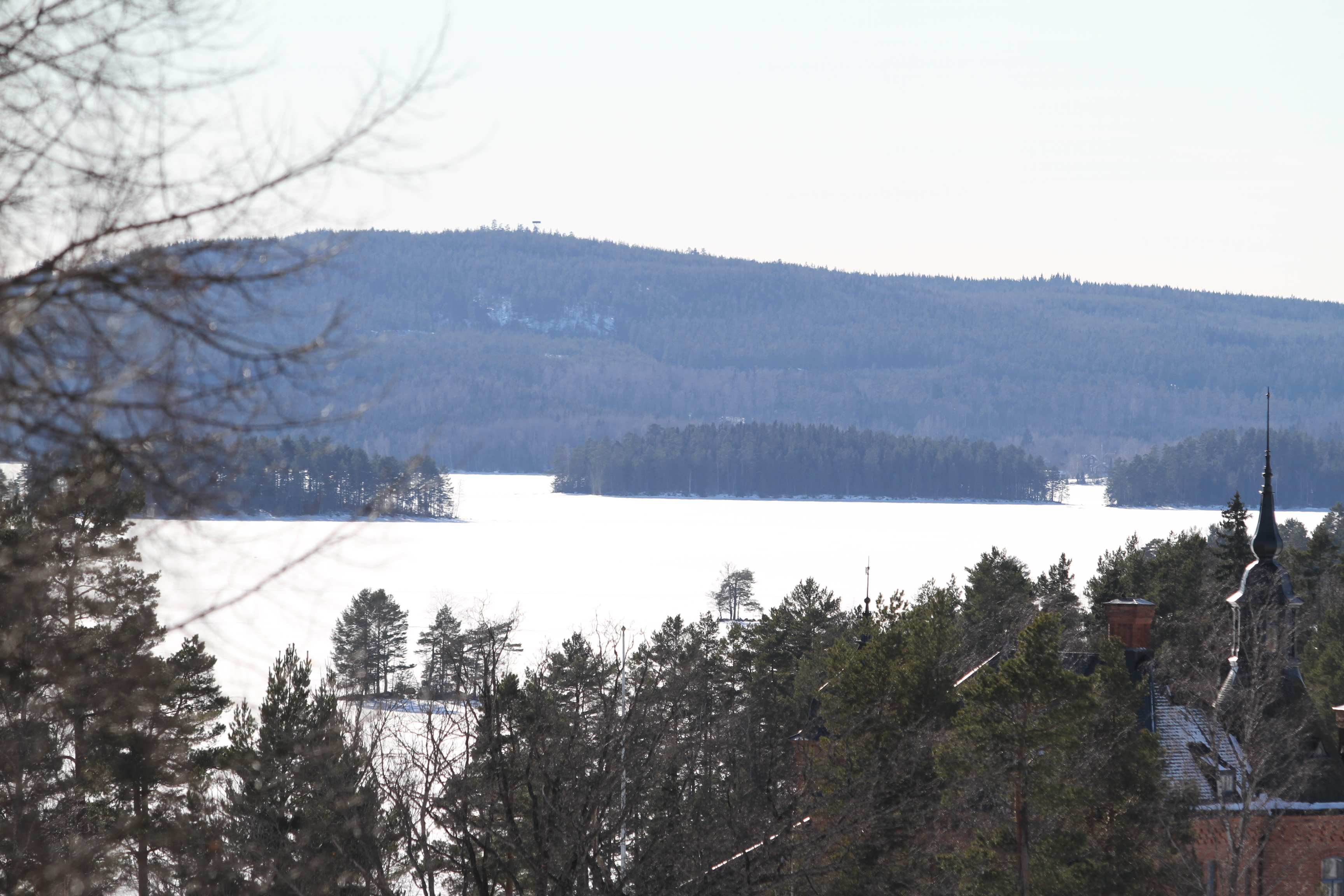
Åmänningen är täckt av snö och is. Villa Ulvaklev syns i förgrunden i nedre högra hörnet. Landsberget syns i bakgrunden. Bilden är tagen från Ängelsberg.
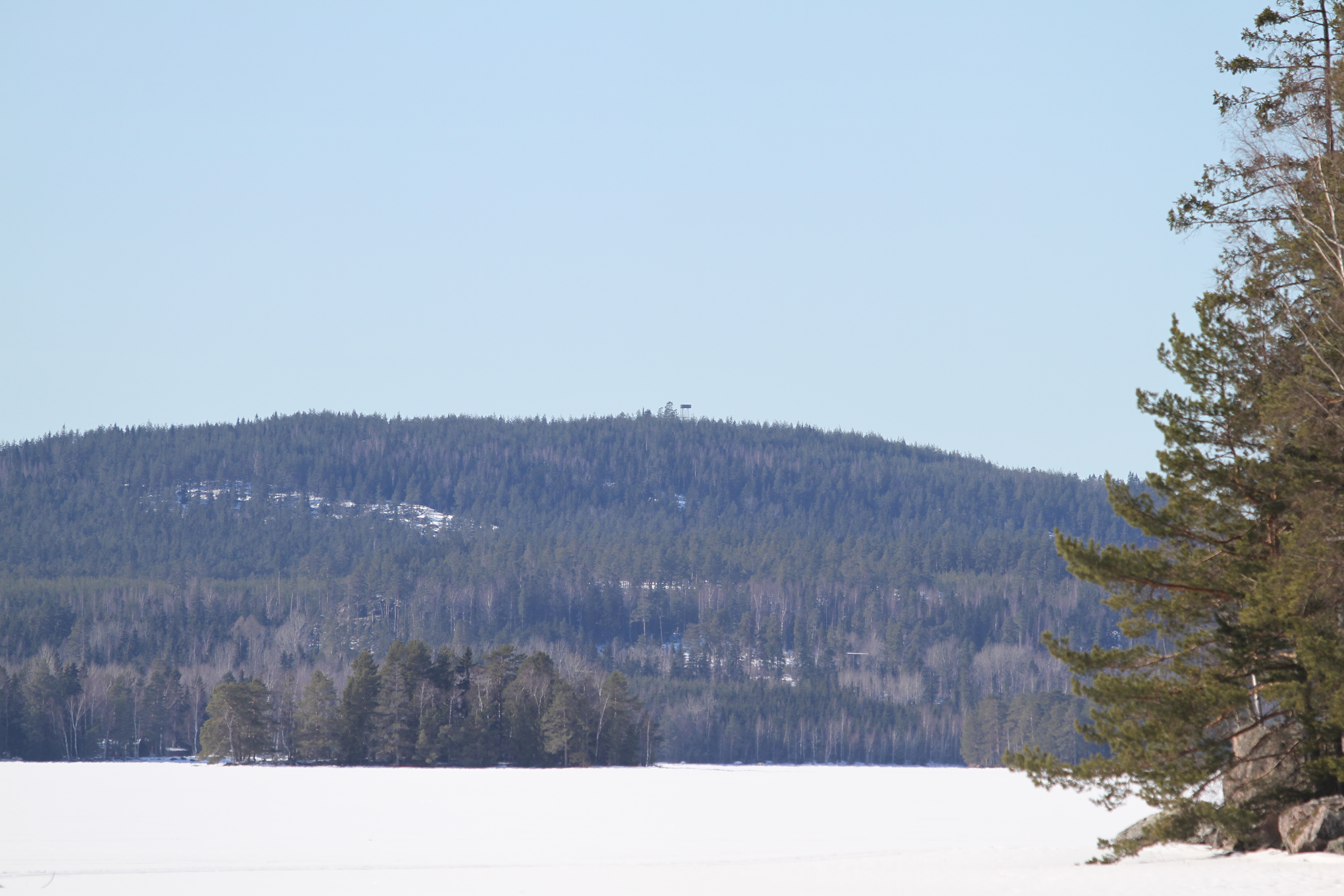
Åmänningen är täckt av snö och is. Landsberget syns i bakgrunden. Bilden är tagen från Halvarsviken.
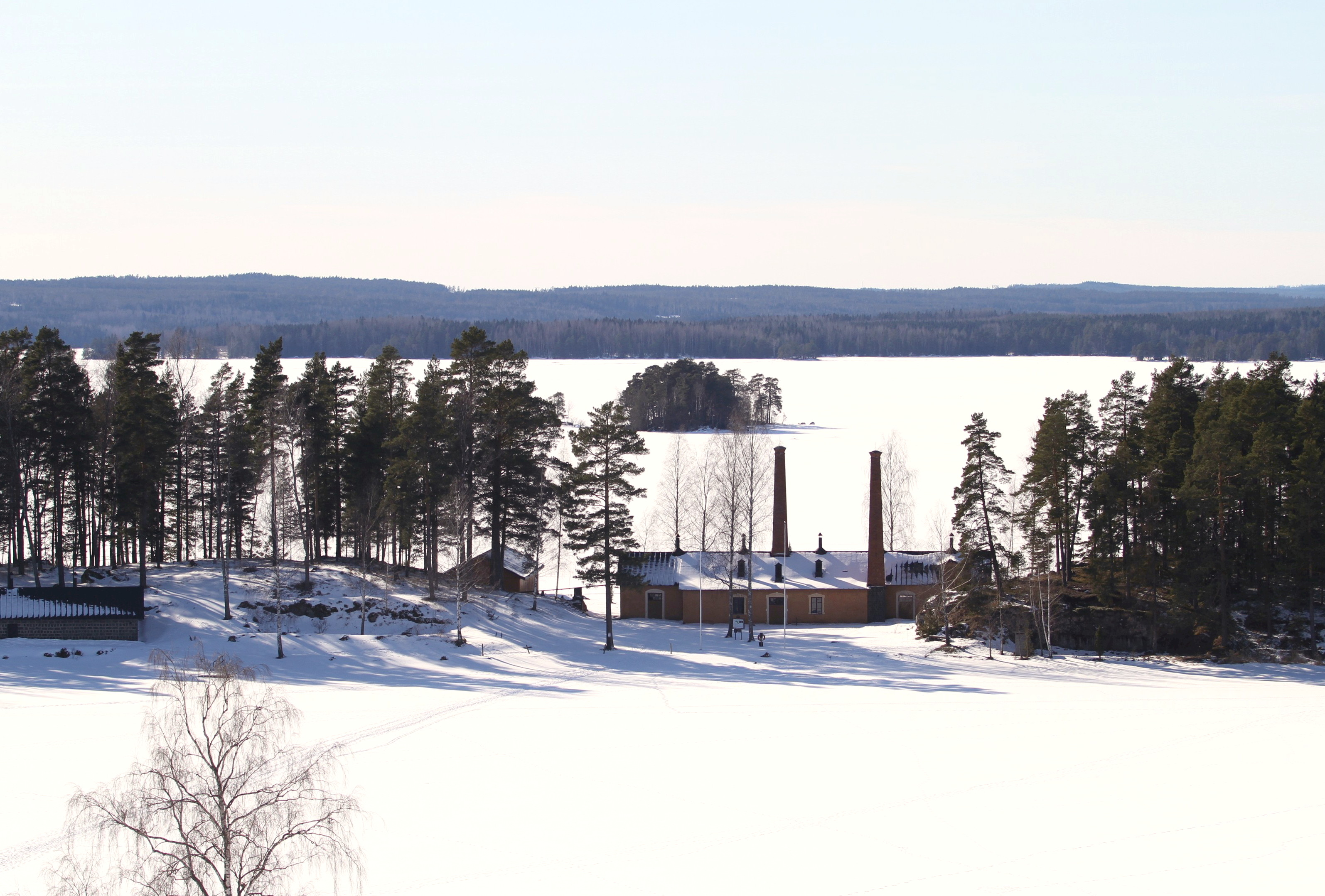
Åmänningen är täckt av snö och is. Oljeön syns i förgrunden. Bilden är tagen från Ängelsberg.
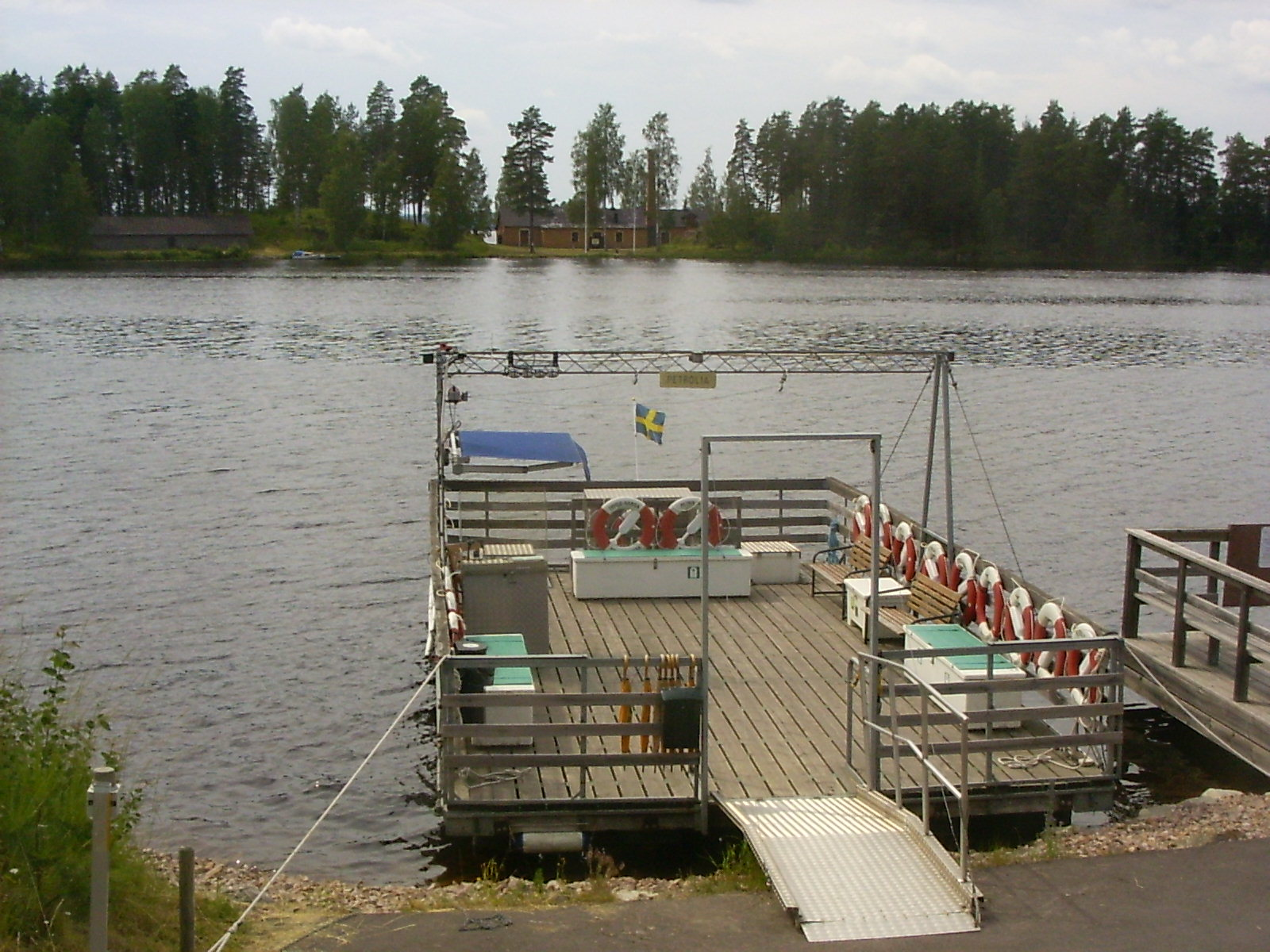
Oljeön med färjan Petrolia i förgrunden.
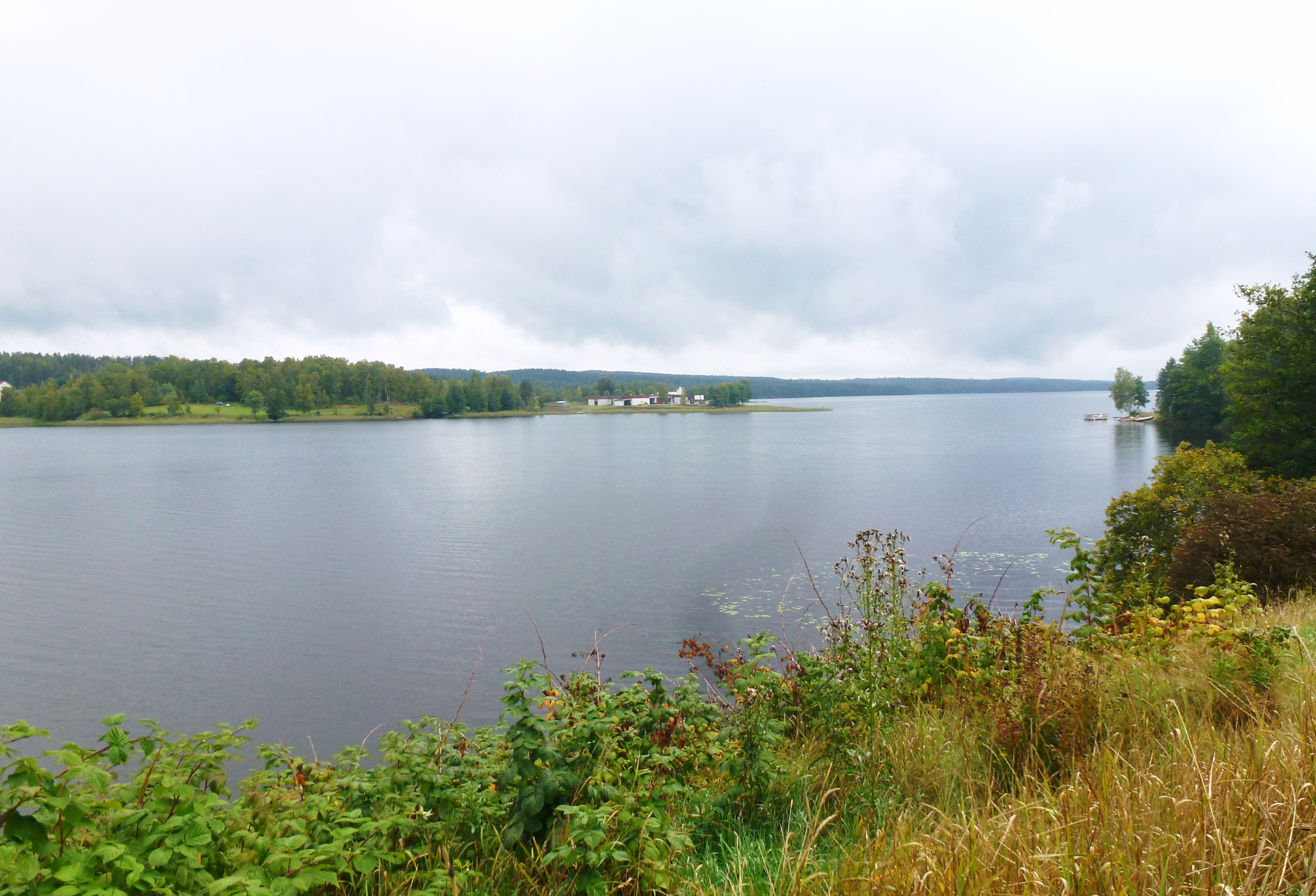
Lilla Aspen, söder om Fagersta, 2013.
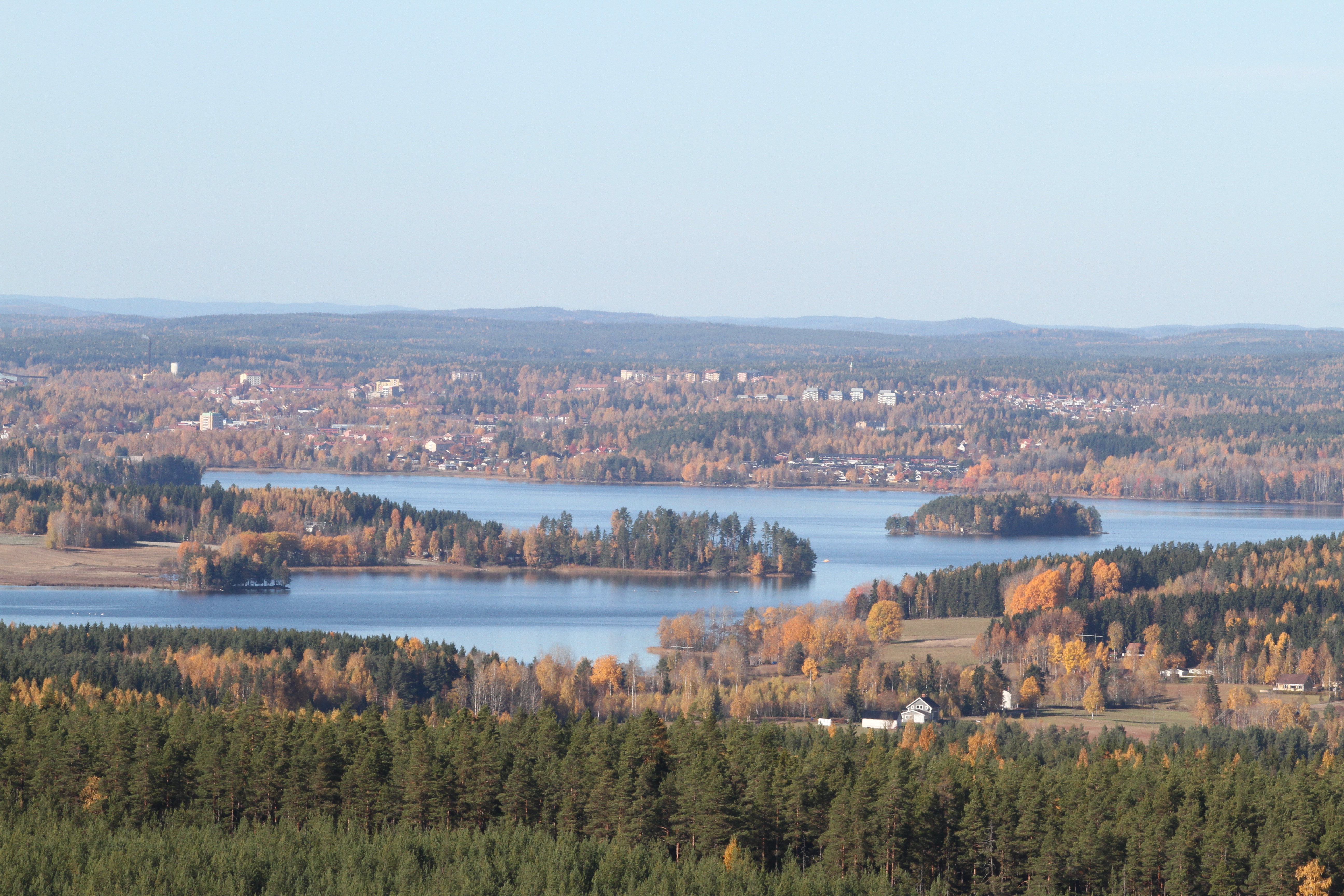
Fagersta och sjön Stora Aspen sett från Landsberget
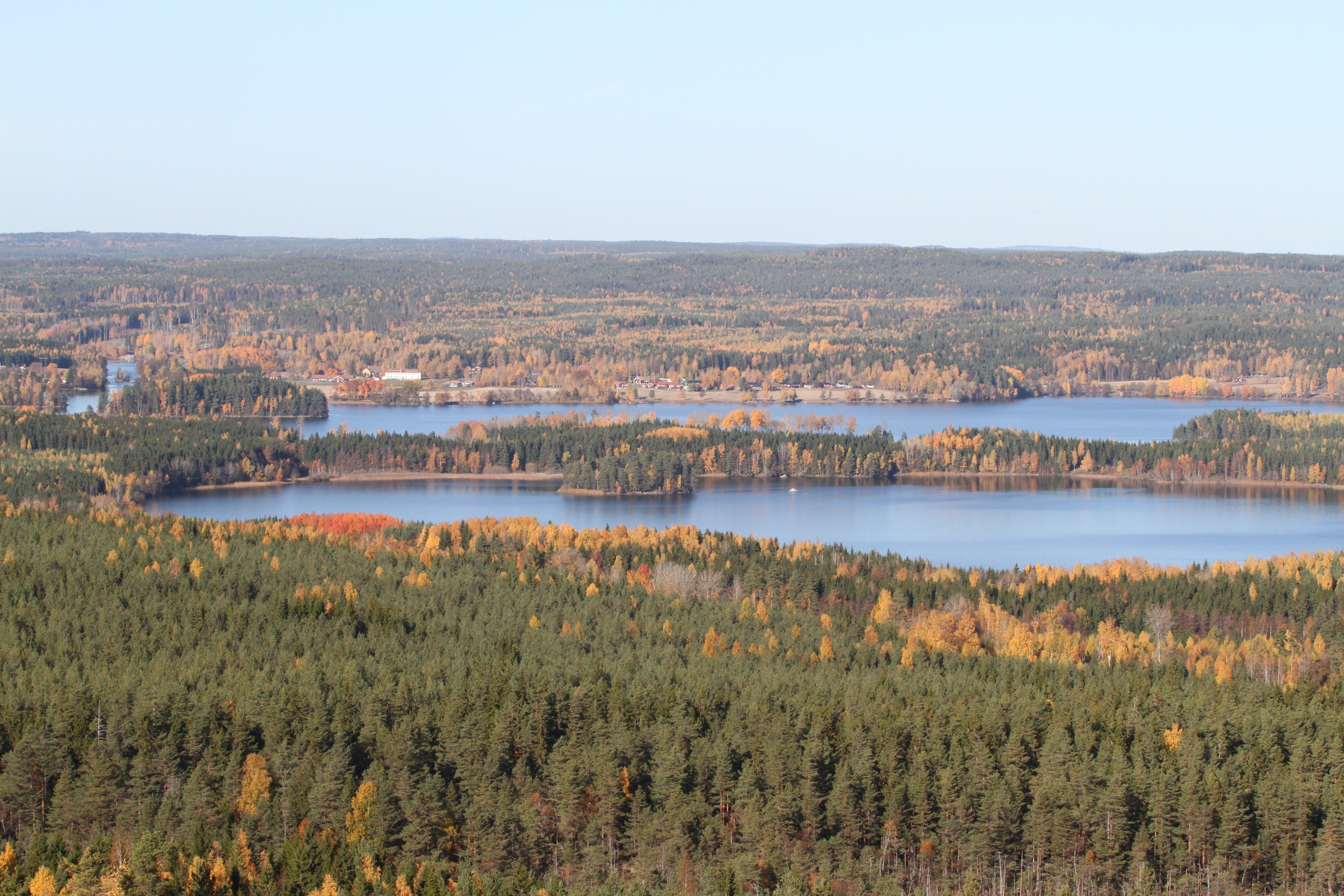
Lilla Aspen och Åmänningen sett från Landsberget
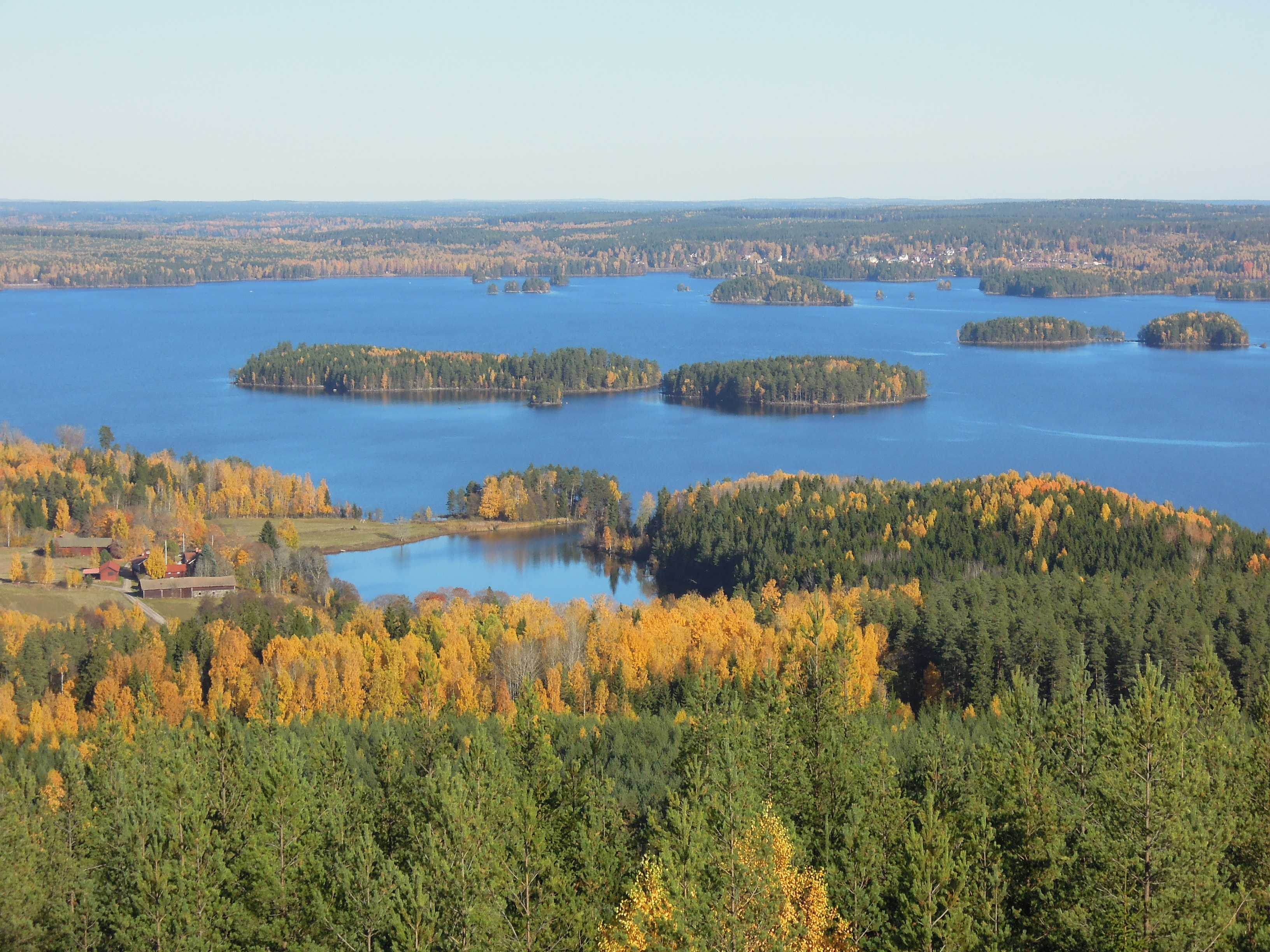
Åmänningen och Ängelsberg sett från Landsberget, Djupnäs i förgrunden